# (100100) 1993 FB25
(100100) 1993 FB25 es un asteroide perteneciente al cinturón de asteroides, descubierto el 21 de marzo de 1993 por el equipo del Uppsala-ESO Survey of Asteroids and Comets desde el Observatorio de La Silla, Chile.